# Renatus Schenkel

Renatus Schenkel

Renatus Claudius Schenkel (* 20. Mai 1950 in Offenburg, Baden-Württemberg) ist ein deutscher Kommunikationswissenschaftler. Von 2004 bis 2017 war er Professor an der Hochschule Magdeburg-Stendal, Standort Magdeburg.

## Leben
Nach dem Besuch der Volksschule und eines humanistischen Gymnasiums machte Renatus Schenkel 1969 sein Abitur und begann mit dem Studium der Zeitungswissenschaften, Philosophie und Politischen Wissenschaften an der Ludwig-Maximilians-Universität in München. Danach studierte er Publizistikwissenschaften sowie Politische Wissenschaften, Psychologie und Soziologie an der Freien Universität Berlin, wo er 1977 den Magister Artium erlangte. Es folgte ein Aufbaustudium in Kommunikationswissenschaften, Psychologie und Rechtsgeschichte. 1987 wurde Schenkel an der FU Berlin bei Klaus Holzkamp und Alexander von Hoffmann zum Dr. phil. promoviert. Seine Dissertation behandelte „Kommunikation und Wirkung: gesellschaftliche und psychische Voraussetzungen medialer Kommunikation“. 
Parallel zu seinen Studien war Renatus Schenkel auch als freiberuflicher Journalist tätig. Nach dem Studium arbeitete er unter anderem als Abteilungsleiter Presse- und Öffentlichkeitsarbeit bei der Ruhrgas AG (1991–1995) und als Leiter Interne Kommunikation und Medien bei der Bahlsen GmbH & Co KG (1998–2002). 
Ab 2002 war Renatus Schenkel für den Studiengang Journalistik/Medienmanagement an der Hochschule Magdeburg-Stendal in Magdeburg tätig. Von 2004 bis zum Eintritt in den Ruhestand 2017 lehrte er dort als Professor für Medien und Gesellschaft im Fachbereich Gesundheit, Soziales und Medien. Er baute den Master-Studiengang Sozial- und Gesundheitsjournalismus sowie den Bachelor-Studiengang Bildjournalismus auf und hatte deren Leitung inne. Zu den Schwerpunkten seiner Forschung und Lehre gehörten Theorien des Journalismus, der Öffentlichkeitsarbeit und Krisen-PR, Visuelle Kommunikation und Fotografie sowie Kommunikations- und Medientheorie. Im Ruhestand wandte er sich verstärkt der Krisen- und Katastrophenkommunikation zu, veröffentlichte mehrere Bücher und nahm auch seine journalistische Tätigkeit wieder auf.